# Mei Bo

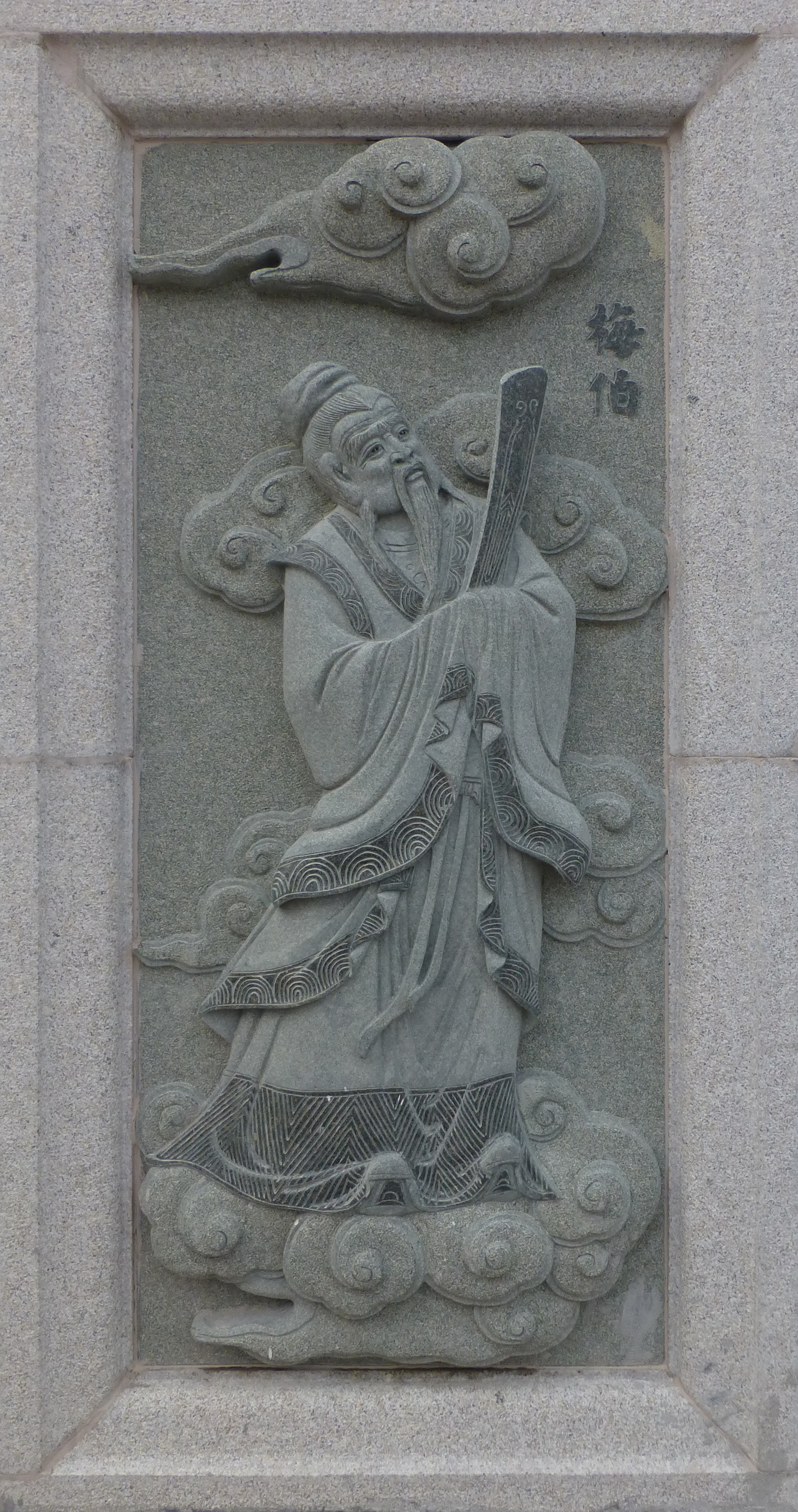
Méi Bo von Shang– 商朝 – Oberster Minister von König Di Yi

Mei Bo (chinesisch 梅伯, Pinyin Méi Bó, Jyutping Mui4 Baak3) war ein Beamter der Shang-Dynastie und wurde von Di Xin, König Zhou von Shang, getötet.

## Leben
Im Fengshen Yanyi ist Mei Bo als oberster Berater von König Zhou bekannt und ist somit ein sehr hochrangiger Beamter unter der Shang-Dynastie.
Nachdem Mei Bo gesehen hatte, wie der königliche Astrologe Du von Wachen durch das Mittagstor eskortiert wurde, befragte Mei Bo Du und lief dann schnell weg, um mit dem König zu sprechen. Mit der Unterstützung des Premierministers Shang Rong ergriff Mei Bo tatsächlich die Chance, mit dem unwissenden König zu sprechen. Mei Bo beschwert sich zunächst beim König über die ungerechte Bestrafung und den baldigen Tod von Du, der seit über drei Generationen ein treuer Astrologe im Dienste des Königreichs war. Mei Bo erklärt dem König immer wieder, dass das Auslöschen eines seiner loyalsten Beamten ohne gerechten Grund genauso ist, als würde man einen Teil seines eigenen Körpers entfernen. Nachdem der König Mei Bos Worte ignoriert hat, verurteilt er ihn zum Tod durch Prügel.
Die Lieblingskonkubine des Königs, Daji, sagt König Zhou, dass es am besten wäre, ihn für seine "bösen Wege" lebendig in einem großen Ofen zu verbrennen. Als der Ofen fertig war, war er über zwanzig Fuß hoch, mit drei Ebenen von brennendem Feuer aus drei Ebenen von brennender Holzkohle; und zwei Rädern, um ihn wie einen Streitwagen herum zu bewegen. Bevor Mei Bo in dem Ofen lebendig verbrannt werden sollte, sprach er die Worte "Du dummer König! Mein Tod ist so leicht wie eine Feder. Es spielt keine Rolle, ob ich sterbe oder lebe. Ich bin einer Eurer ranghöchsten Berater. Ich habe drei Generationen von Königen in dieser Dynastie gedient. Welches Verbrechen habe ich denn begangen? Ich fürchte nur, dass die glorreiche Herrschaft von Cheng Tang durch Eure Dummheit und Grausamkeit beendet wird!"
So wurde der arme Mei Bo all seiner Kleider entledigt und sofort in den sehr großen Krug geworfen. Während er sich in dem Ofen befand, konnte man gewaltige markerschütternde Schreie aus ihm hören, die die anderen Beamten in völliges Entsetzen versetzten.
Mei Bo wurde am Ende zur Gottheit des Tiande-Sterns (天德星) ernannt.

## Verweise
- Investiture of the Gods – Kapitel 6 (Seite 67–71)

| Personendaten    | Personendaten                                                    |
| ---------------- | ---------------------------------------------------------------- |
| NAME             | Mei, Bo                                                          |
| ALTERNATIVNAMEN  | Mui4, Baak3 (Jyutping); 梅伯 (chinesisch, Lang- und Kurzzeichen) |
| KURZBESCHREIBUNG | chinesischer hingerichteter Beamter der Shang-Dynastie           |
| GEBURTSDATUM     | 12. Jahrhundert v. Chr.                                          |
| STERBEDATUM      | 12. Jahrhundert v. Chr.                                          |